# Filippinodillo maculatus
Filippinodillo maculatus är en kräftdjursart som beskrevs av Helmut Schmalfuss 1987. Filippinodillo maculatus ingår i släktet Filippinodillo och familjen Armadillidae. Inga underarter finns listade i Catalogue of Life.